# نمش‌سالوک
نِمِش‌سالوک (به مجاری:  Nemesszalók) یک شهرداری در مجارستان است که در ناحیه پاپا واقع شده‌است. نمش‌سالوک ۲۰٫۵۶ کیلومتر مربع مساحت و ۱٬۰۱۱ نفر جمعیت دارد.
|pushpin_mapsize=
- فهرست شهرهای مجارستان